# Conselho Superior da Magistratura
O Conselho Superior da Magistratura (sigla: CSM) é o órgão superior de gestão e disciplina dos Juízes dos Tribunais Judiciais de Portugal. Tem sede em Lisboa.
O Presidente do Supremo Tribunal de Justiça é, por inerência, Presidente do Conselho Superior da Magistratura.
O Conselho Superior da Magistratura é ainda composto por:
- Dois Vogais nomeados pelo Presidente da República;
- Sete Vogais eleitos pela Assembleia da República;
- Sete Vogais eleitos pelos Magistrados Judiciais sendo:
  - Um Juiz do Supremo Tribunal de Justiça, que exerce funções de Vice-Presidente;
  - Dois Juízes dos Tribunais da Relação;
  - Quatro Juízes de Direito.

Integra ainda o Conselho Superior da Magistratura, sem direito a voto, um Juiz de Direito que exerce as funções de Juiz-Secretário.
O Conselho Superior da Magistratura não é um órgão jurisdicional (não é um Tribunal), mas antes um órgão administrativo. 
Das deliberações do Conselho Superior da Magistratura cabe recurso para o Supremo Tribunal de Justiça.